# Herb gminy Komarówka Podlaska
Herb gminy Komarówka Podlaska – symbol gminy Komarówka Podlaska.

## Wygląd i symbolika
Herb przedstawia na tarczy w polu czerwonym dwa srebrne skrzyżowane bełty, a pod nimi czarny róg myśliwski ze złotym nawiązaniem. Jest to połączenie herbu Jana Kazimierza Kierdeja (Bełty) oraz Katarzyny Rudominówny Dusiatski (Trąby).